# (12000) 1996 CK2
(12000) 1996 CK2 est un astéroïde de la ceinture principale d'astéroïdes découvert en 1996.

## Description
(12000) 1996 CK2 a été découvert le 12 février 1996 à Kushiro (Japon) par Seiji Ueda et Hiroshi Kaneda.

### Caractéristiques orbitales
L'orbite de cet astéroïde est caractérisée par un demi-grand axe de 3,4 UA, un périhélie de 2,77 UA, une excentricité de 0,09 et une inclinaison de 11,89° par rapport à l'écliptique. Du fait de ces caractéristiques, à savoir un demi-grand axe compris entre 2 et 3,2 UA et un périhélie supérieur à 1,666 UA, il est classé, selon la JPL Small-Body Database, comme objet de la ceinture principale d'astéroïdes.

### Caractéristiques physiques
(12000) 1996 CK2 a une magnitude absolue (H) de 12,8 et un albédo estimé à 0,099.